# Vandeins
Vandeins település Franciaországban, Ain megyében. Lakosainak száma 725 fő (2022. január 1.). Vandeins Chaveyriat, Mézériat, Montcet, Montracol és Polliat községekkel határos.

## Népesség
A település népessége az elmúlt években az alábbi módon változott:
| Lakosok száma | 258  | 329  | 415  | 580  | 671  | 683  | 687  | 707  | 714  | 725  |
|               | 1968 | 1982 | 1990 | 2006 | 2013 | 2015 | 2017 | 2019 | 2020 | 2022 |